# هم‌بندی شبکه
هم‌بندی یا توپولوژی شبکه یک آرایش از المان‌های مختلف از شبکه رایانه‌ای (نظیر گره، پیوند و …) است. اساساً ساختار توپولوژیکی از شبکه، که ممکن است از لحاظ فیزیکی یا منطقی به تصویر کشیده شود.
هم‌بندی یک شبکه بر اساس چیدمان سیستم‌ها نیست بلکه بسته به تنوع کابل‌کشی می‌باشد.

## انواع توپولوژی
توپولوژی  (bus): در این نوع توپولوژی سیستم‌ها به یک سیم ارتباطی قوی به نام کواکسیال مرتبط هستند و کانکتور و ترمیناتورهای متصل به پیام‌ها را منتقل می‌کنند. یکی از پرکاربردترین توپولوژی‌ها می‌باشد از مزایای آن می‌توان به پیکربندی اشاره کرد. در این نوع هم‌بندی سیستم‌ها از ارسال broadcast استفاده می‌کنند همانند اترنت و کابل آن که بسته را پخش و توسط آدرس mac و ip بسته برای آن سیستم باز می‌شود. از معایب هزینه زیاد سیم‌کشی و امنیت کمتر نسبت به نوع‌های دیگر می‌باشد.
توپولوژی حلقوی: سیستم‌ها به صورت یک حلقه می‌باشد  و این نوع سیستم از نوع token ring می‌باشند یعنی بسته به صورت حلقه‌ای چرخش و با توجه به token آن بسته به سیستم مقصدش می رسد. مزایای آن سیم‌کشی کم و هزینه کم و معایب آن این است که اگر در یک رابط مشکل ایجاد شود در کل سیستم مشکل ایجاد می‌شود.
توپولوژی ستاره‌ای: به صورتی است که در میان دو سیستم متصل یک سیستم سروری که مبادله آن به دیگر سیستم توسط token ring کمک می‌کند. حداقل سیستم استفاده شده در این نوع توپولوژی 3 عدد می‌باشد و از مزایای آن امنیت نسبی خوب و معایب سختی در عیب‌یابی هنگام بروز مشکل است.
توپولوژی درختی: همانند درخت می‌باشد  و مانند شبکه ستاره‌ای اما حداقل باید از چهار سیستم باشد که از سیستم سرور فرمان می گیرد . این نوع سیستم بیشتر در مکان‌های توزیع اطلاعات مانند شرکت‌ها مورد استفاده قرار می‌گیرد و مسیر رسیدن بسته به مقصد طی یک چرخش می‌باشد  همانند توپولوژی حلقوی اما از لحاظ امنیتی مناسب و از لحاظ سیم‌کشی مطلوب می‌باشد.
توپولوژی تکامل یافته: این نوع هم‌بندی مانند یک چندضلعی می‌باشد که به تمام راس‌هایش متصل است و اطلاعات بدون گذر از گذرگاهی و به طوری مستقیم به مقصد می‌رسد. این نوع توپولوژی با کوتاه کردن مسیر ارتباطی مناسب‌تر است اما سیم‌کشی هزینه گزافی دارد. این نوع توپولوژی بر خلاف بیشتر توپولوژی‌ها از روترها استفاده می‌کنند که امنیت را بالا می‌برد و از نوع پخش داده Unicast بهره می‌برد که از لحاظ امنیتی بسیار مطلوب می‌باشد.
توپولوژی تکامل نیافته: این نوع هم‌بندی که از توپولوژی تکامل یافته سرچشمه گرفته‌است به سیستم‌های متعدد و مختلفی ارتباط دارد و نظم و قانون خاصی در ارتباط با سیستم‌ها ندارد این نوع سیستم خودجوش به وجود می‌آیند و قصد خاصی در وجود آوردن آن‌ها نمی‌باشد مثلاً وصل کردن دو کامپیوتر به یک دیگر در یک دانشگاه که ارتباط با بقیهٔ سیستم‌ها ندارد.
توپولوژی ترکیبی (hybrid): این نوع توپولوژی متشکل از چندین نوع هم‌بندی در نوع خود می‌باشد. هم‌بندی شبکه‌های امروزی براساس این نوع هم‌بندی تشکیل می‌شود و به از سرور اصلی فرمان می‌گیرند.